# Zeruya Shalev

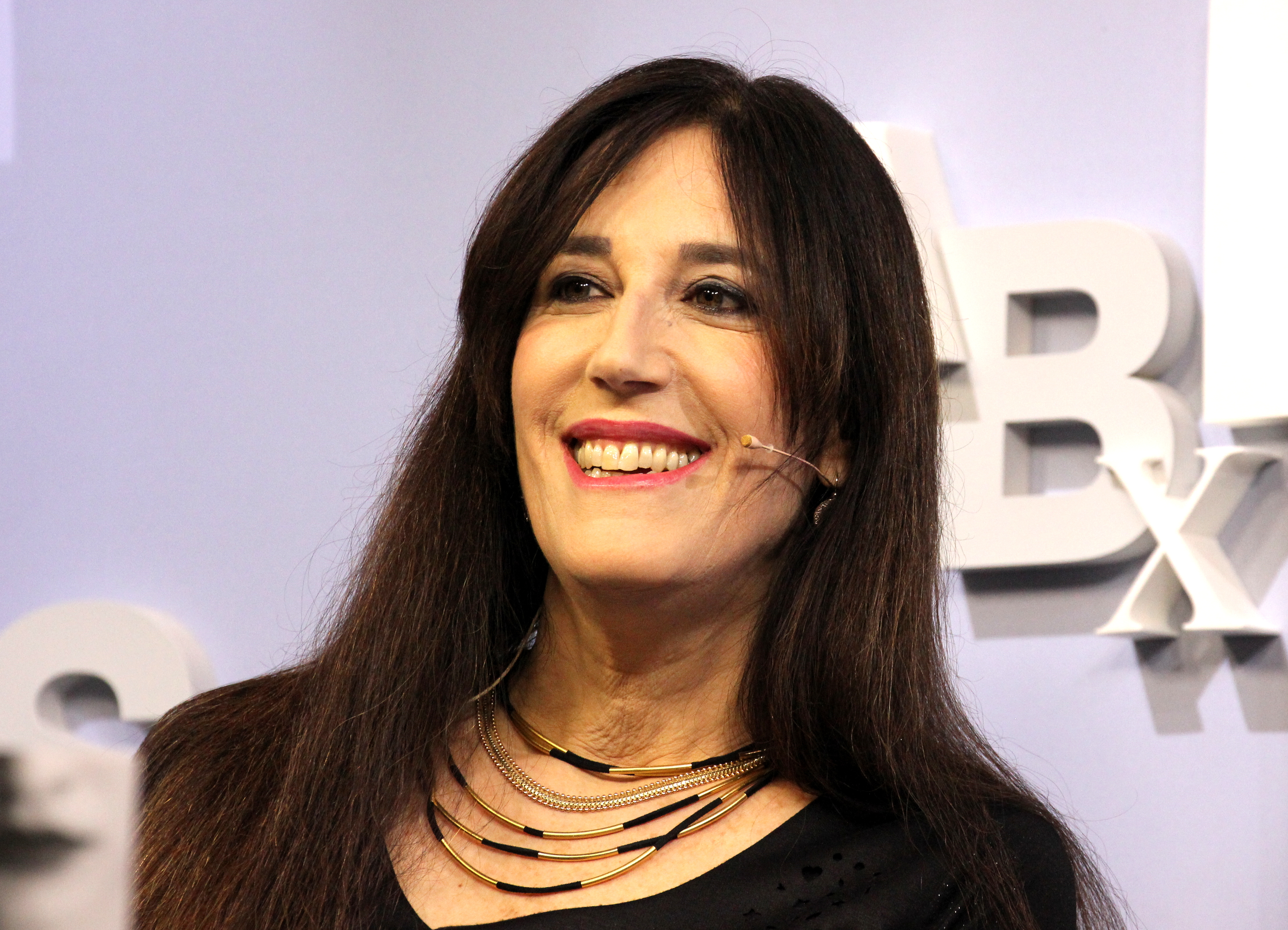
Zeruya Shalev, Frankfurter Buchmesse 2015

Zeruya Shalev (hebräisch צרויה שלו, auch transliteriert Tzeruya oder Tseruyah; * 13. April 1959 im Kibbuz Kinneret am See Genezareth in Galiläa, Israel) ist eine israelische Schriftstellerin.

## Leben
Zeruya Shalev ist die Tochter einer Malerin und Kunstdozentin und eines renommierten Literaturkritikers und Bibelgelehrten sowie eine Cousine des Schriftstellers Meir Shalev. Sie wurde im Kibbuz Kinneret geboren und wuchs in Beit Berl auf. Nach ihrer Militärzeit, in der sie als Sozialarbeiterin eingesetzt wurde, studierte sie Bibelwissenschaften an der Hebräischen Universität Jerusalem. Sie arbeitet als Schriftstellerin und Verlagslektorin. 
Seit 1993 ist sie mit dem Schriftsteller und Journalisten Eyal Megged verheiratet. Sie lebt mit ihrem dritten Mann, zwei Kindern aus verschiedenen Ehen und einem Adoptivkind in Jerusalem. Am 29. Januar 2004 wurde sie dort bei einem Anschlag eines Selbstmordattentäters erheblich verletzt.

## Romane
Zeruya Shalevs Romane wurden in mehr als 22 Sprachen übersetzt. In Deutschland wurde sie mit dem ersten Band ihrer Romantrilogie über die moderne Liebe, Liebesleben, bekannt. Hier beschreibt sie die inneren Spannungen einer jungen Frau, die sich in einen älteren Mann, einen Bekannten ihres Vaters, verliebt und in Abhängigkeit zu ihm verfällt. Nach dem Roman haben Maria Schrader und Laila Stieler das Drehbuch für den gleichnamigen Film Liebesleben geschrieben, der am 8. November 2007 Kinostart hatte.
In Mann und Frau wird das Scheitern einer Ehe beschrieben. Die Protagonistin wird nach vielen Jahren gemeinsamen Zusammenlebens überraschend von ihrem Mann verlassen, begreift diese Neuerung als Chance und bleibt mit ihrem Kind vorerst allein zurück.
Der letzte Band ihrer Trilogie, Späte Familie, thematisiert das Scheitern einer Ehe und den Prozess dramatischer Krisen, die letzten Endes die Möglichkeit einer „späten Familie“ eröffnen.
Dreißig Jahre nach der hebräischen Ausgabe erschien 2024 Shalevs Debütroman Nicht ich in deutscher Übersetzung. 

## Werke

### Romane
- Liebesleben, aus dem Hebräischen von Mirjam Pressler. Berlin Verlag, Berlin 2000 ISBN 3-8270-0277-X; Berliner Taschenbuch Verlag, Berlin 2001, ISBN 3-442-76000-3. ISBN 978-3-442-76000-8.
- Mann und Frau, aus dem Hebräischen von Mirjam Pressler. Berlin Verlag, Berlin 2001, ISBN 3-8270-0397-0.
- Späte Familie, aus dem Hebräischen von Mirjam Pressler. Berlin Verlag, Berlin 2005, ISBN 3-8270-0474-8.
- Für den Rest des Lebens, aus dem Hebräischen von Mirjam Pressler. Berlin Verlag, Berlin 2012, ISBN 978-3-8270-0989-0.
- Schmerz, aus dem Hebräischen von Mirjam Pressler. Berlin Verlag, Berlin 2015, ISBN 978-3-8270-1185-5.
- Schicksal, aus dem Hebräischen von Anne Birkenhauer. Berlin Verlag, Berlin 2021, ISBN 978-3-8270-1186-2.
- Nicht ich, aus dem Hebräischen von Anne Birkenhauer. Berlin Verlag, Berlin 2024, ISBN 978-3-8270-1476-4.[5]

### Kinderbücher
- Mamas liebster Junge (2006) ISBN 3-407-79345-6.

### Verfilmungen und Dokumentationen
- Liebesleben (2007) – Regie: Maria Schrader
- Zeruya Shalev – Das Hohe Lied der Liebe, Dokumentarfilm von Marion Kolbach und Angela Scheele, ARD/Arte / 2007 / 44 Min.[6]

## Preise und Auszeichnungen
- ACUM-Preis, Israel 1997, 2003, 2005
- Corine-Preis (Internationaler Buchpreis), Deutschland, 2001
- Golden Book Prize (verliehen vom israelischen Verlegerverband), Israel
- WELT-Literaturpreis, 2012
- Prix Femina Étranger für Ce qui reste de nos vies, 2014